# Enciclopédia das ciências filosóficas em compêndio
Enciclopédia das ciências filosóficas em compêndio (Encyclopädie der philosophischen Wissenschaften im Grundrisse) é uma obra sistemática de 1817 do filósofo alemão Georg Wilhelm Friedrich Hegel na qual uma versão abreviada de seu trabalho anterior, Ciência da Lógica é seguida pela Filosofia da Natureza e pela Filosofia do Espírito (também traduzida como Filosofia da Mente). A obra descreve o padrão da ideia manifestando-se no raciocínio dialético. 